# 中東戦争
中東戦争（ちゅうとうせんそう、アラビア語: الصراع العربي الإسرائيلي Al-Sira'a Al'Arabi Al'Israili、ヘブライ語: הסכסוך הישראלי-ערבי Ha'Sikhsukh Ha'Yisraeli-Aravi、英語: Arab–Israeli conflict）は、ユダヤ人国家イスラエルと周辺アラブ国家間の戦争。
1948年から1973年までに大規模な戦争が4度起こり、それぞれ第一次～第四次に分類される。
イスラエルとエジプトの和平などにより国家間紛争が沈静化した以降もパレスチナ解放機構（PLO）などの非政府組織との軍事衝突が頻発している。

## 概要
アメリカ・イギリス・フランスがイスラエルに、ソ連がアラブ側に対し支援や武器を供給していたことから、代理戦争の側面も含む。ただしイデオロギーより中東地域の利権や武器売買などの経済的な動機が重さを占めていた。
そのため初期にイスラエルに支援や武器供給したイギリス・フランスは第3次中東戦争以降石油政策などからアラブ側に回り、さらに中国やイラン革命後のイランが武器供給や軍事支援においてアラブ側に入り込むなど、大国や周辺諸国の思惑の入り混じる戦争でもある。
また双方の宗教の聖地であるエルサレム、ヘブロンなどの帰属問題の絡んだ宗教戦争の側面もある。

今でもイスラエルとアラブ諸国は犬猿の仲で、テロは絶えず、イスラエル人は親米のサウジアラビアやクウェートでさえも入国できず、国交のあるエジプトとヨルダン、アラブ首長国連邦、バーレーン、スーダンのみしか入国できない（旅券で分かる）。また非イスラエル人も、旅券にイスラエルの入国スタンプがあるだけでアラブ諸国では入国拒否される程で、旅行者はイスラエル入国スタンプを別紙に押せば回避ができる。
また、イスラエルオリンピック委員会・サッカーイスラエル代表はアジアオリンピック評議会・アジアサッカー連盟からヨーロッパオリンピック委員会・欧州サッカー連盟に移籍している。

## 背景

### アラブとユダヤの対立
パレスチナは長い間イスラーム国家の支配下だったが、この地に居住するイスラム教徒とユダヤ教徒・キリスト教徒の三者は共存関係を維持してきた。しかし19世紀末、ヨーロッパではパレスチナ帰還運動（シオニズム）が起き、ヨーロッパ諸国やアメリカ合衆国で離散生活していたユダヤ人によるパレスチナ入植が始まった。当時のパレスチナを支配していたのはオスマン帝国であり、こうした入植は規制されなかった。ドレフュス事件などの影響もあり、パレスチナ入植のユダヤ人の数は徐々に増え始めた。
1914年に第一次世界大戦が勃発すると、中央同盟国側に立って参戦したオスマン帝国に対し、協商国側のイギリスが侵攻を開始した。イギリスは諸民族の混在する中東地域に目を付け、各勢力を味方に引き入れるため様々な協定を結んだ。まず、1915年10月にはメッカ太守であるアラブ人のフサイン・イブン・アリーとイギリスの駐エジプト高等弁務官ヘンリー・マクマホンとの間でフサイン＝マクマホン協定が結ばれ、中東地域のアラブ人の独立支持を約束した。次いで1916年5月には秘密協定としてイギリス、フランス、ロシアの間でサイクス・ピコ協定が結ばれ、この3国によるオスマン領中東地域の分割が決定された。さらに1917年11月にはイギリスの外務大臣アーサー・バルフォアがバルフォア宣言を発し、パレスチナにおけるユダヤ人の居住地の建設に賛意を表明した。この3つの協定はサイクス・ピコ協定とフサイン＝マクマホン協定の間でわずかな矛盾が生じるほかは、どれも相互に矛盾しているわけではない。しかしこれらの協定は結果的に戦後の両勢力の不満を増大させ、中東戦争の大きな原因のひとつとなった。
オスマン帝国が第一次世界大戦に敗れると、帝国が支配していたパレスチナは結局イギリスの委任統治領として植民地化された（イギリス委任統治領パレスチナ）。イギリスの委任統治領となった後も、ユダヤ人の移民は増加し続けた。バルフォア宣言でユダヤ人の居住地の建設に賛意を示していたこともあり、イギリスは初め入植を規制しなかった。
しかし、入植ユダヤ人が増加するに従い、アラブ人との摩擦が強まっていった。アラブ人はイギリスに対して入植の制限を求めたため、イギリスはアラブとユダヤの板挟みに合うこととなり、戦間期のパレスチナではユダヤ人・アラブ人・英軍がたびたび衝突する事態となっていた。こうした中、1937年にはイギリス王立調査団がパレスチナをアラブとユダヤに分割して独立させるパレスチナ分割案を提案した。この案ではユダヤ国家が北部のハイファやテルアビブを中心としたパレスチナの約20%の土地を与えられ、中部・南部を中心とした残りの80%はアラブ側に与えられることとなっていた。また、エルサレムとベツレヘムを中心とし海岸部までの細い回廊を含めたパレスチナ中部の小さな地域は委任統治領となっていた。この案をユダヤ側は受け入れたがアラブ側は拒否し、パレスチナの独立は第二次世界大戦後まで持ち越しとなった。

### パレスチナ分割決議
第二次世界大戦期にはナチス・ドイツの反ユダヤ政策により、シオニズム運動はより盛んになった。戦中・戦後に発生したユダヤ人難民のうち相当数が「約束の地」パレスチナを目指したため、ユダヤ人の入植は急増しアラブ人との摩擦はますます強くなった。1947年2月7日、両派による武力衝突が頻発する中、事態収拾を困難と見たイギリスはパレスチナの委任統治を終了させる意向を表明した。
イギリスは1947年4月2日、国際連合にパレスチナ問題を提訴した。国連は1947年11月に、パレスチナを分割しアラブとユダヤの二国家を建設する決議（パレスチナ分割決議）を採択し、イギリスによる委任統治が終了することが決定した。
この分割案は1937年のイギリス王立調査団案に比べはるかにユダヤ人に有利になっており、ユダヤ人国家はパレスチナの56%、アラブ人国家はパレスチナの43%を占めることとなっていた。
ユダヤ人国家はハイファやテルアビブなどの大都市およびその間の肥沃な平野を手に入れたが、それ以外の土地の大部分はネゲヴの砂漠であった。ユダヤ人側の領土の方が大きいのは、第二次世界大戦後も続々と流入の続くユダヤ人難民を収容する意図も込められていた。また、ユダヤ国家とされた地域においてはユダヤ人が55%、アラブ人が45%とユダヤ人がやや優位な状態となっていたが、アラブ国家とされた地域にはユダヤ人はほとんど存在せず、ユダヤ人1%に対しアラブ人人口は99%を占めていた。また、エルサレムとベツレヘムを中心とする国土中央部のわずかな地域（パレスチナ総面積の1%）は国連管理地区として中立地区となる予定であった。
ユダヤ人側の大部分はこの決議を歓迎し受け入れを表明したものの、アラブ人側はこの国連決議を不合理なものとして反発し、ほとんどの組織が受け入れ反対を表明した。この決議案はそれまでもくすぶり続けていた両民族の対立をさらに決定的なものとし、これ以降ユダヤ人とアラブ人双方の間で、武力衝突（暴動・テロ・民兵同士の戦闘）が頻発することとなった。イギリスの委任統治領政府はもはや無力なものとなり果て、パレスチナは事実上の内戦状態となっていった。
1948年5月14日、イギリスによるパレスチナ統治終了の日に、ユダヤ人はイスラエル建国を宣言した（イスラエル独立宣言）。しかし翌日には、分割に反対する周辺アラブ諸国がパレスチナへ侵攻し、第一次中東戦争が勃発・多くのパレスチナ難民も発生した。

### 植民地支配以来の欧米列強による覇権主義
広島大学人間社会科学研究科教授・吉村慎太郎は、歴史学、イラン近現代史戦争とイスラムを因果関係の中で捉える根拠は存在せず、第二次大戦後の中東における戦争多発の原因を、19世紀以来の植民地支配以来の中東をめぐる他律的な政治社会構造の組み替えと大国政治の継続的な関与という問題に求められると指摘している。今日の中東諸国家体制は、19世紀以来の植民地支配体制により、政治的に規定され成立され、英仏を中心としたヨーロッパ列強の思惑から領土分割がなされたばかりでなく、国家基盤が存在しないところに「人工国家」が作られ、いびつな統治システムと独裁政権の創設・温存が図られた点に原因があるとする。ジハードを含むイスラム的言説が多用されているものの、戦争原因の根本には「平和の担い手」という使命を掲げ、その実、国益の維持・拡大のために様々な介入を繰り返して止まない欧米列強の大国主義・覇権主義であり、また、ヨーロッパ列強によるこうした大国政治の暗躍は、ヨーロッパとアジアの間に介在する中東の地政学的位置関係と中東の石油・天然ガスなど豊富なエネルギー資源に深く関わっていると見ている。

## 第一次中東戦争
1948年5月14日、イスラエルが独立を宣言すると、パレスチナの内戦はすぐさま国家間の戦争と化した。翌5月15日にはイスラエル独立に反対する周辺アラブ諸国（エジプト、サウジアラビア、イラク、トランスヨルダン、シリア、レバノン）がパレスチナへ進軍し、パレスチナ人側に立ってイスラエルと戦闘を始めた。アラブ側の兵力は約15万以上、イスラエル側の兵力は3万弱といわれている。数で優勢なアラブ連合軍はイスラエルを包囲する形で進軍したが、各国間の不信感から連携がうまくいかず兵士の士気も低かった。緒戦はその物的優位によりアラブ連合軍が善戦する。しかし、二度の休戦期間の間に、イスラエル軍は部隊を強化することに成功した。アラブ諸国の足並みの乱れもあり、ヨルダン方面を除き、戦況は次第にイスラエル優位になった。そして、イスラエル優位のまま1949年6月、双方が国連の停戦勧告を受け入れた。イスラエルでは、この戦争を独立戦争と呼ぶ。この戦争によって、イスラエルは独立を確保し、領土も国連による分割決議以上の範囲が確保された。ただし聖都であるエルサレムは西側の新市街地区しか確保することができず、首都機能は海岸部のテルアビブに暫定的に置かれることとなった。パレスチナにおいてアラブ側に残された土地は、エルサレム旧市街（東エルサレム）を含むヨルダン川西岸がトランスヨルダンに、地中海沿岸のガザ地区がエジプトに、それぞれ分割された。
この戦争の結果は双方に不満を残すものだった。イスラエル側は念願の独立国家の建国に成功し、国連分割決議よりもはるかに広い領土を確保したものの、肝心のユダヤ教の聖地である嘆きの壁を含むエルサレム旧市街はイスラム教国であるトランスヨルダンの手にわたり、ユダヤ教徒は聖地への出入りが不可能になってしまった。アラブ側もイスラエルの建国を許し、人口比に比べわずかな領土しか確保することができなかったため、イスラエルに対する敵意を募らせた。終戦後も両勢力の敵対は全く収まらず、以後21世紀に入っても続く対立の原型はこの時期に形作られた。また、この戦争によって主にイスラム系のパレスチナ人が多く国を追われ、大量のパレスチナ難民となって周辺各国へと流入した。イスラエルは首都をエルサレムへと移転させたが、この移転は世界各国から認められず、各国大使館は旧暫定首都であるテルアビブに置かれたままとなった。

## 第二次中東戦争（スエズ危機）

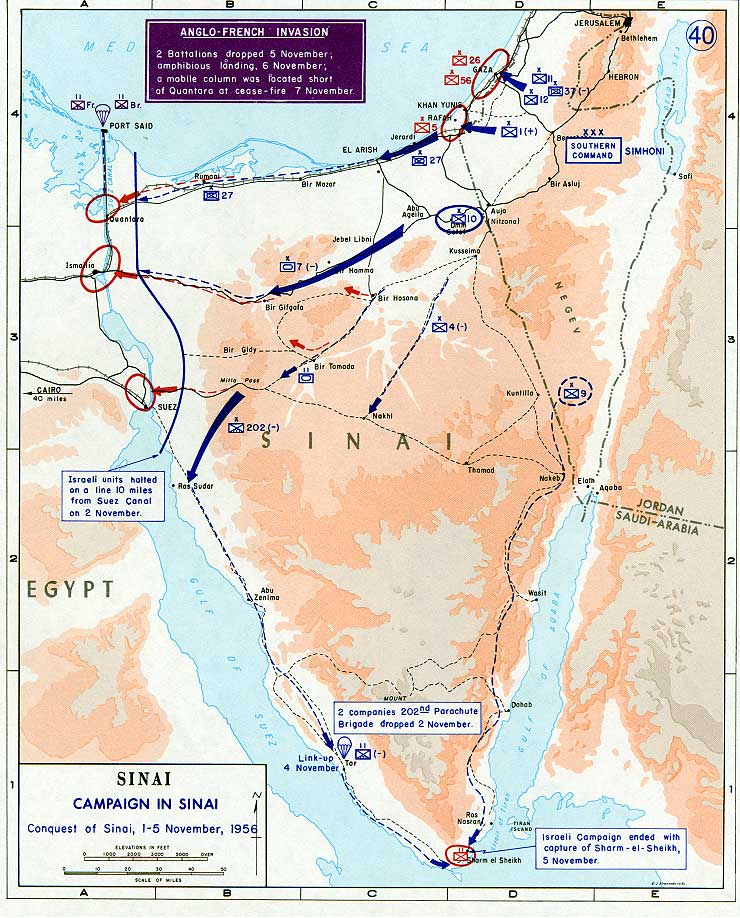
第二次中東戦争 青い矢印はイスラエル軍の進路（1956年11月1日〜5日）

### 概要
スエズ運河の権益確保を目指す英仏とナセル政権打倒を目論むイスラエルが「共謀」し、エジプトを侵略した戦争。植民地大国が参戦した点において、他の中東戦争とは様相が異なる。

### 危機の開始
1956年7月19日アメリカ（アイゼンハワー政権）はエジプトに、アスワン・ハイダム建設計画への支援中止を通告した。7月26日エジプト大統領ナセルは対抗手段としてスエズ運河の国有化を発表した。スエズ運河運営会社の株主でもあり、石油を含む貿易ルートとしてスエズ運河を利用するイギリス（イーデン政権）・フランス（モレ政権）両国はこれに反発した。英仏は10月の攻撃開始まで、軍事行動の準備を進めながら、国際社会の支持を得るための開戦の口実（casus belli） を探す外交を展開した。
イギリスは、スエズ運河確保とナセル政権打倒にはアメリカの支持が不可欠と考えた。フランスとの共同軍事行動を検討しつつ、アメリカに自国の行動への支持を要請し続けた。アメリカは、英仏の植民地主義に与することはなく、終始エジプトへの軍事行動に反対した。アラブ側への配慮を通して石油資源の確保とソ連の中東への影響力拡大阻止を目指す姿勢であった。

### 三国の共謀
三国共同軍事行動を仲介したのはフランスであった。
7月31日フランスは仏軍が英軍の指揮下に入ることで合意した。フランスが考案した開戦の口実は『イスラエルとエジプトの戦闘から運河の安全を守る』であった。フランスは、危機当初から軍事行動によるナセル政権打倒を方針としていた。アルジェリア戦争で独立勢力を支援するナセルを敵視したフランスは、エジプトと対立するイスラエル（ベン＝グリオン政権）に軍事支援を実施した。更に小型原子炉の提供に合意した。9月にはイスラエルに軍事行動への参加を打診した。参加を了承したイスラエルとフランスは、秘密裏に攻撃計画作成に着手した。
10月中旬イギリスによる軍事行動への支持要請にアメリカが応える見込みが消えた時期、フランスがイギリスに対しイスラエルを含めた三国による共同軍事行動を極秘に提案した。22日から24日にかけてパリ郊外のセーヴルにおいて、三国の代表は秘密裏にかつ断続的に会談を行った。イスラエルが先制攻撃を実施し英仏が侵攻する計画に三国は合意した。攻撃は10月29日19時（イスラエル時間）開始と決定された。

### 侵略から停戦
侵略は10月29日イスラエルによるシナイ半島侵攻により開始された。空挺部隊・戦車部隊を活用した攻撃により、イスラエル軍はエジプト軍の各拠点を撃破占拠した。シナイ半島の大半はイスラエル軍が占領することとなった。10月31日両国が停戦に応じないことを理由に、英仏両軍はエジプト空爆を開始した。一方、これらの侵略に対して、エジプトを支援してきたソ連、イギリス・フランスがあわよくば支持を期待していたアメリカも含め、国際的な非難が沸き起った。国連緊急総会が開催され、英・仏・イスラエルに対し即時停戦撤退を求める総会決議997が11月2日に採択された。この国連総会決議を無視する形で、イスラエル軍はシナイ半島での攻撃を継続し、11月5日イスラエル軍はシナイ半島のエジプト軍を壊滅させ攻撃を完了した。同5日イギリス軍・フランス軍のパラシュート部隊がポートサイドに降下し、翌６日マルタ・キプロスからの海上輸送部隊がポートサイド上陸作戦を敢行した。エジプト軍および民間人の抵抗を受けながら両軍は運河沿いに南下を試みた。
軍事的には劣勢であったエジプト側は戦場以外でも抵抗をみせた。11月３日シリア軍工作隊が石油パイプラインを爆破した。４日エジプトは廃船をスエズ運河に沈めて航行不能とした。６日サウジアラビアは英仏と断交し、タンカーへの石油積載を禁止した。中東から西欧への石油供給は途絶した。
アメリカ・国連・ソ連からの圧力を受け、まず、エジプト、イスラエルが停戦に応じた。11月６日英仏政府は、国連決議、国際世論の反対、アメリカの不支持、経済的苦境、により、軍事行動継続が限界にあることを認識した。イギリスが6日午前中の閣議で停戦受諾を決定した。閣議後イーデンはモレに電話をかけて停戦受諾を促した。モレはこれを受け入れた。11月7日午前2時（カイロ時間）停戦が発効した。

### 三国の撤退
侵略開始後から、アメリカはイギリスへの経済支援に関する外交交渉を拒否した。イギリスの外貨準備は急激に減少し、IMF基金引き出し、借款繰延等のポンド防衛策は実施できず、イギリス経済は混乱した。この混乱がイギリス軍の無条件撤退への大きな圧力となった。
停戦後「条件付き撤退」を目論む三国の姿勢に国際社会は反発した。11月24日国連総会は「即時無条件撤退」決議を採択した。国連やアメリカの圧力に屈した英仏は止む無くこの決議を受け入れ、12月3日撤退声明を発し21日に英仏軍は撤退を完了した。一方11月8日イスラエルは、占領地からの無条件撤退要求を拒否し、条件付き撤退を求めていく声明を発した。アメリカや国連との強引な交渉によりチラン海峡の自由航行を確保したイスラエルが撤退を声明して完了したのは1957年3月7日であった。エジプトは1957年3月にスエズ運河の運行を再開した。

### 危機後の影響
イスラエルは軍事的にはエジプトを圧倒した。しかしアメリカやソ連などの外交的介入によりナセル政権打倒という目的を達することはできず、戦争を開始した当事国として国際社会から強く非難された。一方、ガザ地区のゲリラ拠点を破壊し、チラン海峡の自由航行を確保できた点は、イスラエルにとっては侵略の成果であった。
エジプトは軍事的には敗北したものの、外交によってスエズ運河国有化を果たすことに成功した。エジプトのアラブ世界における威信は高まり、ナセルはアラブの盟主としての地位を獲得した。
1954年のディエンビエンフー敗退に続くこの戦争の失敗は、フランスにとって大きな痛手となった。この後、植民地であるアルジェリアでの戦争（1954年～1962年）への対応を巡り国内政治は混乱した。
スエズ戦争は巨大な損失と不名誉をイギリスに残した。戦費は推定5億ポンドにのぼり、スエズからの撤兵までに、エジプト国内に保有していたイギリス政府および民間の全資産を凍結された。中東からの石油輸入が途絶えアメリカへの経済依存を招いた。外貨準備の流出が続き、アメリカからの資金調達により経済的危機を脱することになった。アラブの共通の敵イスラエルとの「共謀」が、イラクなど中東における「イギリスの友人」を含む、アラブ諸国との関係を悪化させた。中東地域におけるイギリスの権威と利益は決定的に傷つき、「世界の大国」の地位と権威を失った。
ソ連は、長距離の軍事派遣が難しいと判断し、エジプトからの繰り返される軍事支援要請を拒否。11月5日の夜、英仏とイスラエルの三国に対して、停戦合意に応じない場合は核攻撃も辞さないという核による威嚇を発した。英仏の停戦交渉に影響を与え、イスラエルはこれを非常に深刻に受け止めた。ソ連のこの行動は、アラブ世界では好意的に受け止められ、中東への影響力拡大に繋がった。
エジプトを侵略した三国との対決姿勢を見せたアメリカはアラブ諸国内での影響力を高めた。この政治状況を背景に、中東におけるイギリスの衰退による空白を埋め石油資源を確保すること、および、共産主義の浸透を阻止することを主たる目標として、スエズ危機後、新たな中東政策を宣言した。それは、1957年1月5日アイゼンハワーが議会両院総会において発表した、アメリカの軍事的経済的協力を求める中東諸国民に対する援助プログラムであった。これが「アイゼンハワー・ドクトリン」とよばれるようになったのである。

## 第三次中東戦争
6日で勝敗が決したため「六日戦争」とも呼ばれる。ゴラン高原におけるユダヤ人入植地の建設を巡ってアラブ側とイスラエルとの間で緊張が高まりつつあった1967年6月5日、イスラエルはエジプト、シリア、イラク、ヨルダンの空軍基地に先制攻撃を行なった。第三次中東戦争の始まりである。緒戦でアラブ側は410機の軍用航空機を破壊された。制空権を失ったアラブ諸国は地上戦でも敗北し、イスラエルはヨルダンのヨルダン川西岸地区・エジプト（当時アラブ連合共和国）のガザ地区とシナイ半島（シナイ半島占領）・シリアのゴラン高原を迅速に占領し、6月7日にはユダヤ教の聖地を含む東エルサレムを占領。開戦わずか4日後の6月8日にイスラエルとヨルダンおよびエジプトの停戦が成立し、シリアとも6月10日に停戦。
この戦争においてはイスラエルがその高い軍事能力を存分に発揮し、周辺各国全てを相手取って完勝した。イスラエルは旧パレスチナ地区のすべてを支配下に置いたばかりか、さらにシナイ半島とゴラン高原をも入手し、戦争前と比較し領土を約4倍以上に拡大した。しかし国連によってこの領土拡大は承認されず、国際的に公認されたイスラエルの領土は建国当初の領域のみとされた。日本の地図において現在はイスラエルの支配下にあるゴラン高原がシリアの領土として表示されているのはこのためである。また、ユダヤ教徒の悲願であった嘆きの壁を含むエルサレム旧市街（東エルサレム）の支配権もイスラエルが獲得し、エルサレムはすべてイスラエル領となった。ただしこの併合も国際社会からは認められず、後の論争の火種となった。そしてこの劇的な勝利により、イスラエルは中東紛争における圧倒的な優勢を獲得した。この優勢は現代にいたるまで揺らいでいない。
アラブ側においては全くの完敗であり、第一次中東戦争において確保していたパレスチナの残存部分をもイスラエルに占領され、パレスチナからアラブ側の領土は消滅した。ナセルの威信はこの戦争によって決定的に低下し、もともと足並みのそろっていないアラブ側の混乱がさらに顕著となった。第二次中東戦争においてエジプトが確保したスエズ運河も、運河の東岸はイスラエルが占領したため最前線となり、運河は通航不能となった。このためヨーロッパ・アメリカ東海岸からアジアへと向かう船はすべて喜望峰回りを余儀なくされることとなり、世界経済に多大な影響を与えた。スエズ運河は、第四次中東戦争が終結しエジプト・イスラエル間の関係がやや落ち着いた1975年に再開されるまでの8年間閉鎖されたままだった。ただし、イスラエルの存在を認めず、敵対を続けるという一点においてはアラブ側は一致しており、戦争終結後まもない8月末から9月にかけて行われたアラブ首脳会議において、アラブ連盟はイスラエルに対し「和平せず、交渉せず、承認せず」という原則を打ち出した。また、それまでアラブ側国家の支配のもとにあったヨルダン川西岸やガザ地区などのパレスチナ残存地域やゴラン高原、シナイ半島がイスラエルの手に落ちたことで、第一次中東戦争を上回る多数のパレスチナ難民が発生した。

## 消耗戦争
この後、イスラエルとエジプトは完全な停戦状態になったわけではなく、「消耗戦争」と呼ばれる散発的な砲爆撃を行う状態が、1968年9月から1970年8月まで続いた。この「消耗戦争」を、それまでの戦争と区別して「第四次中東戦争」と呼ぶこともある。この場合は、下記の第四次が第五次ということになる。消耗戦争はエジプト側がスエズ運河の西岸からイスラエル占領地側の軍に向けて砲撃を行い、イスラエル側は
先制攻撃を基本とし効率的な防御態勢を持っていなかったため、優勢な空軍力でエジプトに侵入し爆撃を行うといった形で行われた。

## 第四次中東戦争
ユダヤ教の贖罪日（ヨム・キプール）に起きたのでヨム・キプール戦争とも呼ばれる。1973年10月6日、エジプトが前戦争での失地回復のため、シリアとともにイスラエルに先制攻撃をかけ、第四次中東戦争が開始された。ユダヤ教徒にとって重要な贖罪日（ヨム・キプール）の期間であり、イスラエルの休日であった。イスラエルは軍事攻撃を予想していなかった為に対応が遅れたといわれている。一方エジプト、シリア連合軍は周到に準備をしており、第三次中東戦争で制空権を失った為に早期敗北を招いた反省から、地対空ミサイルを揃え徹底した防空体制で地上軍を支援する作戦をとった。この「ミサイルの傘作戦」は成功し、イスラエル空軍の反撃を退けイスラエル機甲師団に大打撃を与えることに成功した。緒戦でシナイ半島のイスラエル軍は大打撃を受けたことになる。そして、エジプト軍はスエズ運河を渡河し、その東岸を確保することに成功した。
初戦において後れを取ったイスラエルであるが、反撃にかかるのは迅速だった。ヨム・キプールは安息日であり、予備役は自宅で待機しているものがほとんどだったため、素早い召集が可能だったのである。10月9日より、イスラエル軍による反撃が開始され、まずシリアとの前線である北部戦線に集中的に兵力を投入する戦略がとられた。大量の増援を受けたイスラエル軍は、シリア軍およびモロッコ・サウジアラビア・イラクの応援軍を破り、ゴラン高原を再占領することに成功した。シナイ半島方面においても、10月15日より反撃が開始され、翌16日にはスエズ運河を逆渡河、西岸の一部を確保した。ここにいたり、国際社会による調停が実り、10月23日に停戦となった。
この戦争においては、両者ともに痛み分けともいえる結果となった。イスラエルは最終的には盛り返し、軍事的には一応の勝利を得たものの、初戦における大敗北はそれまでのイスラエル軍無敗の伝説を覆すものであり、イスラエルの軍事的威信は大きく損なわれた。エジプトは純軍事的には最終的に敗北したものの、初戦において大勝利したことで軍事的威信を回復し、エジプト大統領アンワル・サダトの名声は非常に高まった。さらに緒戦においてではあるが、エジプトが勝利し、イスラエルが敗北したことにより、両国首脳の認識に変化が生じ、エジプトはイスラエルを交渉のテーブルにつかせることに成功。後のキャンプ・デービッド合意（エジプト-イスラエル和平合意）に結びついた。
なお、アラブ各国はこの戦いを有利に展開するため、イスラエルがスエズ運河を逆渡河しイスラエルが優勢になりはじめた10月16日、石油輸出国機構の中東6カ国が原油価格を70%引き上げ、翌10月17日にはアラブ石油輸出国機構(OAPEC)がイスラエルを援助するアメリカとオランダへの石油の禁輸を決定し、さらに非友好的な西側諸国への石油供給の段階的削減を決定。石油戦略と呼ばれるこの戦略によって世界の石油の安定供給が脅かされ、原油価格は急騰して世界で経済混乱を引き起こした。第一次オイルショックである。これによって、もともと1970年代に入り原油価格への影響力を強めていた産油国はオイルメジャーから価格決定権を完全に奪取し、それまでのオイルメジャーに代わり価格カルテル化したOPECが原油価格に決定的な影響を与えるようになった。また、これによってそれまでよりはるかに多額の資金が産油国に流入するようになり、産油国の経済開発が進展することとなった。

## アラブの連合
4度の戦争を経過するに当たり、中東各国はまずアラブ連盟を結成し、イスラエルへの対抗姿勢を示すことでは一致した。また、イスラエルや西側に対抗するために、ソビエト連邦との関係を強め、あるいはエジプトのナセル大統領の提唱した汎アラブ主義に基づいて各国が合併や連合したが、産油国と非産油国の思惑は常にすれ違い、こちらはいずれも失敗した。
連合した国と期間
- エジプト・シリア - アラブ連合共和国 1958年〜1961年（シリア離脱）
- イラク・ヨルダン - アラブ連邦 1958年5月〜8月（7月にイラク革命が起きイラク王国が崩壊したため）
- イラク・シリア - イラク・シリア連邦 1962年（両国ともクーデター政権のため政情不安定）
- エジプト・シリア・リビア - アラブ共和国連邦 1971年〜1973年（緩やかな連邦制、エジプトは1973年に更なる合一を目指したが、リビアのカダフィが反対した）
- イラク・シリア - 統合憲章に調印 1979年（サダム・フセイン副大統領等がバクル大統領(イラク)の健康不安から主導権をアサド大統領(シリア)に奪われる事に反対した）
- シリア・リビア - 単一国家樹立を宣言 1980年

## 中東戦争終結の理由
第四次中東戦争以後、イスラエルとアラブ国家との本格的な武力衝突は起きていない。いくつかの理由が挙げられるが、第一に、ナセルの後を引き継いだサダト・エジプト大統領は、反イスラエル路線を転換し、1978年3月に単独でキャンプ・デービッド合意（エジプト-イスラエル和平合意）に調印したためである。かつてアラブの盟主を自認し、中東戦争を先頭で進めたエジプトの離脱は、アラブの連携を崩した。エジプトはアラブ連盟の盟主であったが、1979年にはこの和平を理由として連盟から追放されてしまい、1990年まで復帰を許されなかった。サダトはイスラエル首相のメナヘム・ベギンとともに1978年度のノーベル平和賞を受賞したが、1981年10月、イスラム復興主義者により暗殺された。
第二に、1979年にイランで起きたイスラム革命である。イスラム原理主義による国政を目指す勢力が、国王を国外追放して政権を握ってしまったことは、社会の近代化を進めようとするサウジアラビアなどのアラブの王国にとって脅威であった。アラブ諸国は革命が自国に飛び火することを恐れ、イランに対する締め付けを図った。それはイスラム革命の世界的広がりを恐れるソビエト連邦・中華人民共和国やアメリカ合衆国なども同じであった。1980年、アラブを代表して国境を接するイラクがイランとの全面戦争（イラン・イラク戦争）に突入し、アラブ各国をはじめ、米ソもイラクを支援した。
こうしてイスラエルの敵対勢力は、アラブ国家から非政府運動組織であるパレスチナ解放機構（PLO）などへと移行し、正規軍同士の戦いから対ゲリラ・テロ戦争へと変化していった（中東戦争は終結した訳ではなく戦争の形態が変化しただけとも言える）。PLOはファタハが加わってヤセル・アラファトが議長になると、その指導の下で国際連合総会オブザーバーの地位を得るなど事実上のパレスチナ自治政府としての地位を確立した。
イスラエルが1982年に行ったレバノン侵攻と、それに続く諸勢力の内戦は、アラブ側では「第五次中東戦争」と認識されている。この戦いではレバノンの覇権をめぐってシリアとイスラエルが介入し、当時レバノンを拠点としていたPLOは双方から排除を受けてチュニスに移転した。この戦いではイスラエルは軍事的優勢を保ち、レバノンの首都ベイルートにまで侵攻したものの、目的である親イスラエル政権の樹立に失敗した。さらに、それまでのイスラエルの戦争は自衛、もしくはそれに類すると少なくともイスラエルでは考えられており、戦争に対しては一致団結していたものが、このレバノン侵攻に関しては差し迫った国家の危機があるわけではなかったため、イスラエル世論は戦争の継続に否定的だった。こうしたなか、イスラエル軍は消耗戦へと追い込まれ、泥沼化する情勢の中で撤退に追い込まれた。ただしレバノン南部への駐留は続行し、この地域からの撤退は2000年になるまで持ち越された。
1987年12月9日には、ガザにおいてイスラエル軍に対する大規模な抗議行動が起き、以後イスラエル占領地域や難民キャンプのパレスチナ人が、PLOへの期待の薄れから自ら抵抗運動を行い、イスラエル軍との軍事衝突が頻発した。これを指して、第1次インティファーダと呼ぶ。
イラン・イラク戦争後の1990年、イラクはクウェートに侵攻、翌1991年にはアメリカとの湾岸戦争に突入した。アラブ諸国はアメリカ主導の多国籍軍に参加し、アラブ同士が対立する結果となった。またPLOは成り行きからイラクを支持したためにアラブ諸国からの支援を打ち切られ、苦境に立たされた。

## 中東和平交渉
1991年に中東和平会議が開かれ、1992年6月のイスラエルの総選挙で和平派の労働党連合が圧勝。1993年、アメリカ合衆国大統領に中東和平を重視した民主党のビル・クリントンが就任すると、前年にイスラエル首相となったイツハク・ラビンとともに、アラブ各国への根回しをしながら和平交渉に乗り出した。9月、PLOとイスラエルが相互承認した上でパレスチナの暫定自治協定に調印した。これによってイスラエルはヨルダン川西岸とガザ地区でのパレスチナ・アラブ人の5年間の自治を承認した。協定は1994年5月に発効してパレスチナ自治政府が設立され、アラファトが初代大統領に就任したが、ラビンの和平路線は国内の極右勢力から憎まれた。また、イスラエルの存在を認めたPLOに対し、パレスチナの過激派からも不満が出た。
1994年7月、ラビンはパレスチナの国際法上の領主ヨルダンとの戦争状態終結を宣言し、10月にイスラエル・ヨルダン平和条約を結び、その直前にラビンはアラファトとともにノーベル平和賞を受賞した。
1995年3月にはゴラン高原をめぐってシリアと直接交渉を開始、イスラエル軍が段階的に撤退することとなり、ゴラン高原は国連の監視下に入った。9月、イスラエルとPLOはパレスチナの自治拡大協定に調印し、パレスチナのアラブ国家建設への道が築かれた。
1995年11月、ラビンは極右のユダヤ人青年に射殺された。また1996年2月から3月にかけ、パレスチナ過激派がイスラエルでラビン暗殺に抗議する爆弾テロを引き起こし、和平はついに暗礁に乗り上げた。PLOは4月に民族憲章からイスラエル破壊条項を削除し、和平維持を望んだ。
9月、エルサレムでアラブ系住民が暴動を起こし、イスラエルは軍をもってこれを鎮圧した。1997年、イスラエルはパレスチナのヘブロンから撤退する一方、アラブ人の住む東エルサレムにユダヤ人用集合住宅を強行着工、国連は2度の緊急総会を開いて入植禁止を決議するに至った。ところが、イスラエルで爆弾テロが起こり、アメリカは和平継続を求めて中東を歴訪した。アラブ各国は中東和平交渉の再開に賛成し、一応の安定を見た。
1999年、PLOはパレスチナ独立宣言を延期。イスラエルはシリアと和平交渉に就いた。2000年にパレスチナ村の完全自治移行を決定した。しかし、聖地エルサレムの帰属をめぐって交渉は決裂した。イスラエルの右派政党党首アリエル・シャロンはエルサレムの「神殿の丘」を訪れ、パレスチナ人の感情を逆撫でする行動を取った。これを機に、パレスチナ全域で反イスラエル暴動が起こり（第2次インティファーダ）、中東和平はここに崩壊した。アラファトは親族の汚職疑惑などでPLOやパレスチナ自治政府における求心力を失っており、テロを抑止する事が出来なかった。
2001年3月、イスラエル首相に就任した右派シャロンは、PLOや武装勢力ハマースを自爆テロを引き起こし国内を混乱させている勢力であるとみなし、その幹部殺害を始めた。また分離フェンスを設置しパレスチナ側から非難を招いた。その結果パレスチナ側は自爆テロをエスカレートさせた。2002年にサウジアラビアのアブドゥッラー・ビン・アブドゥルアズィーズ国王はイスラエルの占領地撤退と引き換えに全アラブ諸国は国交正常化するという前代未聞のアラブ和平イニシアティブを提唱してアラブ連盟に全会一致で可決させ、イスラム諸国会議機構全加盟国の支持も受け、当時のイスラエル国防大臣だったベンヤミン・ベン・エリエゼルも「シオニズム運動史上最大の成果」と絶賛した。2004年にアラファトが死去、後を継いだマフムード・アッバースPLO議長がパレスチナ自治政府の2代目大統領に就任、「ヌアクショットからインドネシアまで全アラブ・イスラム諸国がイスラエルと和平を結び、国交を正常化する」としてアラブ和平イニシアチブの受け入れの要求をイスラエルの各主要新聞で大々的に宣伝した。一方、ガザ政府のハマースはイスラエルの承認になることからアラブ和平イニシアティブに否定的であり、ファタハと統一内閣をつくる際もアッバースからアラブ和平イニシアティブへの態度を改めるよう要請された。
2006年7月、イスラエルのレバノン侵攻によりアラブ諸国がイスラエルを非難。
2008年12月27日、ガザ地区を実効支配するイスラム原理主義組織「ハマース」とイスラエルとの間に戦争が勃発（ガザ紛争）。2009年1月18日まで戦争は続いた。アラブ諸国はこの戦争を「ガザの虐殺」と呼び、イスラエルに対する憎悪が高まっている。ハマースとの停戦条約は締結されておらず、また、イスラエルによるガザ地区の封鎖継続は、2010年に至るまで人道危機を引き起している。
2011年9月にはアッバース大統領がパレスチナ自治政府の国連への加盟申請を表明、2012年11月29日には国連総会においてパレスチナを「オブザーバー組織」から「オブザーバー国家」に格上げする決議案が賛成多数で承認された。これに反発してイスラエル国内ではパレスチナ排除を主張する極右勢力が伸長し、緊張が高まっている。年末には長期化しているシリア内戦における戦闘の砲弾がイスラエル領内に着弾、これにイスラエル軍が警告射撃を行う事態も発生している。
エジプトでは、サダトの親イスラエル路線を継承して30年間大統領職にあったホスニー・ムバーラクが2011年のエジプト革命により退陣、ムスリム同胞団出身でパレスチナ寄りのムハンマド・ムルシーが新大統領に就任、ハマースへの経済制裁の緩和を行った。しかし2013年にムルシー政権が軍部のクーデターにより倒されると、再び親イスラエルに回帰した同国にてガザへの密輸規制が強化され、結果弱体化したハマースが主流派ファタハに接近、パレスチナ挙国一致政権が発足した。これに反発したイスラエルが翌年に再度ガザに侵攻した。
2017年、ドナルド・トランプ米大統領がエルサレムをイスラエルの首都と認定し米大使館をテルアビブから移転すると表明、2019年にはゴラン高原におけるイスラエルの主権を認める文書に署名を行うなど、和平の仲介役を務めてきたアメリカの中東政策を大きくイスラエル寄りに方針転換しており、パレスチナ側やイスラム教徒の反発を招いている。2020年にはアメリカの仲介でバーレーン、アラブ首長国連邦（UAE）、スーダン、モロッコが相次いでイスラエルとの国交正常化を合意、これに反発したハマースとイスラエルの軍事衝突が発生している。

## 衝突再発
2023年10月にはハマースがイスラエルに対し大規模な奇襲攻撃を行い、これに対してイスラエルが第4次中東戦争以来の正式な宣戦布告を行う事態が発生している。イスラエルの戦線拡大により、事態は2024年10月現在、レバノン、イエメンなどに飛び火しつつある。

### イラン・イスラエル戦争
2025年6月13日未明にはイスラエル軍がイラン各地を空爆した。軍は核関連施設など100カ所以上を攻撃したと発表した。核施設への空爆は初めてで、イランメディアによると首都テヘランや、中部ナタンズのウラン濃縮施設などが攻撃され、革命防衛隊のサラミ司令官や軍のバゲリ参謀総長、核科学者6人が死亡した。一方で、イランの革命防衛隊は同日夜イスラエルに対する報復攻撃を開始した。多数のドローンによるミサイルを発射したと発表した。イスラエル政府によるとイランのミサイル攻撃により24人が死亡し、600人以上が負傷した。